# Агбулаґ (Еділлинська сільська рада)
Ахбулак (азерб. Ağbulaq) — село в Ходжавендському районі Азербайджану. Село розташоване на південний схід від села Ухтадзор, на південний захід від села Цахкаванк та на північний схід від Гадрута.
16 жовтня 2020 року внаслідок поновлених зіткнень у Карабасі село було звільнене Національною армією Азербайджану.

## Пам'ятки
Церква Св. Аствацацін 20 ст., селище, цвинтар 18-19 ст.